# Discocyrtus confusus
Discocyrtus confusus is een hooiwagen uit de familie Gonyleptidae.